# En ettas dagbok (TV-serie)
En ettas dagbok är en svensk TV-serie i sex delar från 1985. Serien regisserades av Susann Frennberg och bygger på Viveca Sundvalls bok med samma namn. Sundvall skrev också TV-seriens manus. I huvudrollen som Mimmi ses Camilla Wickbom och i övriga roller ses bland andra Claudia Skolek, Pia Green, Kjell Bergqvist och Göthe Grefbo.
Serien visades ursprungligen mellan den 19 oktober och 23 november 1985 i Sveriges Televisions TV1. Den repriserades 1996 i samma kanal. Musiken komponerades av Sten Carlberg. Serien fotades av Andreas Turai.

## Handling
Serien handlar om förstaklassaren Mimmi som skriver dagbok.

## Rollista
- Camilla Wickbom – Mimmi
- Claudia Skolek – Roberta
- Pia Green – Mimmis mamma Elin
- Kjell Bergqvist –Mimmis pappa Oskar
- Göthe Grefbo – vaktmästaren
- Christina Hellman – gullfröken
- Katja Lindskog Janna – Linda
- Janna – Linn Oke
- Rufus Almgren – Björn
- Fredrik Hultgren – Andreas
- Cecilia Nilsson – moster Anna
- Carl Kjellgren – Lindas far
- Hans Lindgren – rektor
- Christer Banck – tobakshandlare
- Erik Hansson – läraren
- Margreth Weivers – matsalstant
- Lars Dejert
- Martin Lindström
- Gunnar Schyman
- Gunilla Norling
- Gunnar Ernblad – Skolsyster Knut
- Marit Selfjord
- Elever från Skarpnäcksskolan

## Avsnitt
1. Det går att ha en dagbok fast man inte kan skriva än, för hemligast av allt är en dagbok som det nästan inte står någonting alls i.[4]
2. Mimmi har fått en fadder som hatar ettor och som inte går att byta ut. Lärarna blir lurade av sjätteklassarna. Huggormar ringlar bakom vaktmästarens gråa dörr och ramlar ner från ett fönster. Till hands har Mimmi Roberta som känner till de flesta läskigheter på skolan och berättar dem för Mimmi. Frågan är om Mimmi kan lita på Roberta.[5]
3. Mimmis föräldrar ska gå på föräldramöte och hon hoppas innerligt att de uppför sig ordentligt. Mimmi fyller också sju år.[6]
4. Det är kvällen för lucia och Mimmi är alldeles pirrig. Mamma Elin och pappa Oscar är nöjda och stolta över att allt är i sin ordning till Mimmi när lussemorgonen kommer. Lussekatten visar sig dock vara en kamel.[7]
5. Det är fastlagstid och snöstorm. Då gör Mimmi som Roberta och låter fantasin skena iväg med sanningen.[8]
6. Sommaren är här och Mimmi har kommit underfund med både Roberta och vaktmästaren. När avslutningen är här kan hon slå ihop dagboken och gå ut i sommarlovet.[9]